# موش‌ها و آدم‌ها (فیلم ۱۹۹۲)
«موش‌ها و آدم‌ها» (انگلیسی: Of Mice and Men) یک فیلم به کارگردانی گری سینایس است که در سال ۱۹۹۲ منتشر شد.
این فیلم بر اساس رمان موش‌ها و آدم‌ها نوشته جان استاین‌بک ساخته شد.

## داستان
فیلم با خاطره‌بازی جورج میلتون در یک واگن باری آغاز می‌شود.
در دوران رکود بزرگ، جورج میلتون، مردی زیرک و سریع‌الفکر، و لنی اسمال، مردی نیرومند اما دارای ناتوانی ذهنی، از محل کار قبلی خود می‌گریزند. آن‌ها به‌دلیل این‌که لنی متهم به تلاش برای تجاوز شده بود، فرار می‌کنند؛ زیرا لنی به‌خاطر علاقه‌اش به نوازش چیزهای نرم، دامن دختری جوان را گرفته بود. آن‌ها برای کار به مزرعه تایلر در نزدیکی سلداد، کالیفرنیا سفر می‌کنند.
جورج با بی‌میلی می‌پذیرد دوباره رویای مشترکشان را برای لنی تعریف کند: این‌که روزی صاحب تکه‌ای زمین خواهند شد که لنی می‌تواند در آن از خرگوش‌ها مراقبت کند. جورج به لنی می‌گوید که اگر روزی به دردسر افتاد، باید در بیشه‌زار پنهان شود و منتظر او بماند. در مزرعه تایلر، صاحب مزرعه به شرایط ذهنی لنی مشکوک می‌شود. جورج ادعا می‌کند که لنی در کودکی با ضربه‌ای به سرش آسیب دیده است. آن‌ها با کندی، کارگر سالخورده‌ای با یک دست، دوست می‌شوند، اما از کرلی، پسر بدخلق صاحب مزرعه که از افراد قدبلند متنفر است، خوششان نمی‌آید. همسر جذاب کرلی نیز با لنی و جورج معاشرت می‌کند و جورج به لنی دستور می‌دهد که از او دوری کند.
جورج با گروه کاری آن‌ها آشنا می‌شود: اسلیم، سرکارگر محترم، و کارلسون که پیشنهاد می‌دهد سگ بیمار کندی را بکشند و به جای آن یکی از توله‌سگ‌های اسلیم را به او بدهند. لنی با هیجان از جورج می‌خواهد برایش یک توله بگیرد. پس از یک روز سخت کاری، جورج به کار لنی افتخار می‌کند و برای او یک توله‌سگ می‌گیرد. کندی پیشنهاد می‌دهد که با جورج و لنی شریک شود تا بتوانند مزرعه‌ای برای خود بخرند. درست زمانی که این رویا به واقعیت نزدیک می‌شود، کرلی اسلیم را متهم می‌کند که با همسرش رابطه دارد. کرلی به لنی حمله می‌کند و او را تحریک می‌کند تا با او بجنگد. جورج به لنی می‌گوید که از خود دفاع کند و لنی دست کرلی را خرد می‌کند. جورج نگران از دست دادن کارشان است، اما اسلیم به کرلی هشدار می‌دهد که اگر سعی کند جورج و لنی را اخراج کند، حقیقت ماجرا را به همه خواهد گفت. کرلی مجبور می‌شود ادعا کند که دستش در یک ماشین گیر کرده است.
لنی احساس تنهایی می‌کند و همسر کرلی تلاش می‌کند با او صحبت کند. وقتی از او ناامید می‌شود، به خانه می‌رود و با گریه می‌گوید که مزرعه را برای همیشه ترک خواهد کرد. آن شب، لنی در طویله توله‌سگش را به‌طور تصادفی می‌کشد و به‌شدت ناراحت می‌شود. همسر کرلی وارد می‌شود و از تنهایی‌اش می‌گوید و اعتراف می‌کند که آرزو داشت ستاره سینما شود، اما این رویا نیز از بین رفته است. او که متوجه علاقه لنی به نوازش چیزهای نرم می‌شود، اجازه می‌دهد موهایش را لمس کند. اما وقتی لنی موهای او را بیش از حد محکم می‌کشد، زن شروع به فریاد می‌کند. لنی که می‌خواهد او را آرام کند، ناخواسته گردن او را می‌شکند. سپس طبق دستور جورج به بیشه‌زار می‌گریزد.
کندی جسد همسر کرلی را پیدا کرده و به جورج اطلاع می‌دهد. کرلی گروهی را برای شکار لنی جمع می‌کند، اما جورج پیش از آن او را پیدا می‌کند. جورج برای آرام کردن لنی، دوباره رویایشان را برایش تعریف می‌کند. درست زمانی که به بخش مراقبت از خرگوش‌ها می‌رسد، از پشت به سر لنی شلیک کرده و او را می‌کشد تا از مرگ دردناک به دست جمعیت خشمگین نجاتش دهد.
صحنه دوباره به جورج در واگن باری بازمی‌گردد که به سمت جنوب در حرکت است.

## بازیگران
- جان مالکوویچ
- گری سینایس
- ری والستن
- شریلین فن
- جان تری
- نوبل ویلینگهام
- آلکسیس آرکت
- مارک بون جونیور
- جو مورتون
- ریچارد ریلی
- کیسی شیماشکو